# باشگاه فوتبال الثقبه عربستان سعودی
باشگاه فوتبال الثقبه عربستان سعودی (انگلیسی: Al-Thoqbah Club) یک باشگاه‌ فوتبال در شهر خبر استان شرقی عربستان سعودی است.